# Mondeju
Le mondeju est un boudin de mouton. C'est une spécialité du Goierri et plus spécialement du village de Zaldibia où, depuis 1994, on organise un concours de fromage d'Idiazabal et de mondeju.

## Recettes
Il existe deux sortes de mondeju : le blanc, à base d’œuf, et le noir, à base de sang de brebis.

## Préparation

### Mondeju blanc
On mélange de la graisse de mouton, des œufs, des poireaux, du piment et du sel : on peut aussi y ajouter du persil ainsi que d'autres abats de brebis. Le tout est fourré dans l'intestin de brebis, puis cuit doucement.

### Mondeju noir
Ce boudin se fait sans œuf et sans légume. Le sang de brebis est salé puis fourré dans l'intestin de brebis. Ensuite, il est cuit de la même façon que le blanc. À Etxarri-Aranatz, il existe un boudin semblable, appelé tripekia.